# 岩名雅記
岩名 雅記（いわな まさき、1945年2月 - 2020年11月11日）は、日本の舞踏家、舞踊教師、映像作家。元声優。東京都大森区（現大田区）馬込出身。フランス・南ノルマンディーに在住していた。

## 人物・来歴
1945年2月、東京都大森区（現大田区）馬込に生まれる。幼少期はよく乗り物酔いをする虚弱な子供であった。母親が能を習っていた関係で、謡曲を習ったり能の舞台に接したりする機会がしばしばあった。1960年、慶應義塾志木高等学校に入学。同高校には農業を学ぶ授業があり、そこで土に親しむ。1963年、慶應義塾大学経済学部に入学。本人は文学部志望であったが、父親の強い希望で経済学部を選択。1967年、慶應義塾大学卒業後、ドラマ演出を目指して東京放送（TBS）に入社するも当時すでにドラマ制作の主体がキー局から下請けの制作会社に移っており、2年半で同社を依頼退社。以降俳優として劇団人間座、劇団三十人会など演劇世界に身を置く。同時に東京俳優生活協同組合に所属して1970年代前半には『イナズマン』シリーズのウデスパー役など連続テレビ映画や外国映画の声優として活動した。
1975年、30歳にして単独でソロ舞踊を開始。当初は「名付けようのない身体行為」と自称、指圧やヨガ教師として生計を立てながら、1984年までに全裸、不動、垂立という従来の舞踊概念を破る『非舞踊（アンチダンスならぬノンダンス）』の実験的ソロ・パフォーマンスを150回以上にわたって展開する。1983年には仏アビニョン・シャルトレーズ国際演劇祭に上杉貢代、山田せつ子、吉田光雄らと公式招待され、全裸、無音で50分間踊った『蓮の国』が高い評価を受ける。
1985年東京・馬込に舞踏研究所 白踏館（はくとうかん）を開設するも1988年秋にパリに移住。
1992年には国際交流基金主催の東欧文化使節派遣アーティストとしてロシア、ルーマニアで公演する一方、劇団「野戦の月」（桜井大造主催）にも客演する。
1995年フランス・南ノルマンディーに200年前の旧農家を改造した自らのアトリエを開設し、1996年から10年間にわたる国際舞踏ワークショップ『世紀を超えて』を開始。1998年からはアートフェスティバル『ダンスディレクト（直接性のダンス）』を開始する。2006年より5年間ごとにテーマを変え、国際舞踏ワークショップ『緑のユトーピオ』、『re-BE再存』、『Eternity永遠』を継続。同時に毎夏、舞踏フェスティバル「Verda Utopio」を開催。
概して岩名の踊りは＜個々人が自らの中に内包する体験や記憶を、形象として外部へ引き出していく＞個的な舞踏を信条とし、「全裸の捨て身と爪先立ちの危機感」（舞踏評論家・合田成男）、「観客が傍観者であることを許さない舞踏」（グラスゴー紙／グレアム・ノーブル）と評された独自の世界観で人々を魅了、現在まで70カ国200都市でソロ活動とワークショップを展開している。
これまでの代表的なソロ作品には「生成（なまなり）」(1985)、「すさび」(1989)、「冷曲」(1990)、「水引に胡蝶」（1992）、「ジゼル伝」(1994)、「式子内親王伝」(1996)、「ローリーゴッド」(1999)、「あさじふ」(2001)、「絢爛」(2002)、「レディボーイ　イワンイリイチの生涯」(2016)などがある。また、デュオ作品に「光の関節・聖ジュリアン伝説」（2006／競演：若松萌野）、「棄景」（2008／競演：アフリカンダンサー、メルラン・ニアカム）、演出作品に「をみなにて」(2001)等がある。
1988年以降からはソロ作品に加え音楽家との即興競演を本格的に開始。欧州ではピータ・コバルト、ミッシェル・ドネダ、ル・カーン=ニン、クロード・パルル、ロベルト・ベラタラ、アンカ・グリコ、マッシモ・ベルティネッリ、バーバラ・ダン等、日本ではそれ以前から堀内茂雄、宇梶晶二、向井千恵、千野秀一、灰野敬二、吉沢元治、入間川正美、沖至、田島敦夫、田島和枝、西潟昭子、服部達朗、竹田健一、桜井芳樹、大熊亘、斉藤徹、坂本弘道、吉口克彰、浦邊雅祥らと競演。他にヒグマ春雄など美術家、写真家とのコラボ多数。
また定期的にローマ、ミラノ、ナポリ、ボローニャ（イタリア）、アテネ、テッサロニキ、クレタ島ハニア（ギリシャ）、エッセン、ベルリン（ドイツ）、ブリュッセル（ベルギー）、ルガノ（スイス）などで集中舞踏講座を継続中。2008年からは秋冬に行なわれていたパリのアトリエを南ノルマンディーに吸収/展開していたが2018年夏をもって南ノルマンディでの活動に終止符をうつ。なおフランスおよび海外での活動は継続している。
一方、2004年には長篇舞踏劇映画『朱霊たち』で初メガホンを取り、2008年にはヨーロッパ版を制作。昭和27年の東京を舞台に少年の夢と現実を、フランス・南ノルマンディーの自然を活かしモノクロフィルムで幻想的に描いた。2009年9月にロンドンで開催されたポルトベロ国際映画祭で最優秀映画賞を獲得。さらに、同年のロッテルダム国際映画祭をはじめ八つの国際映画祭に公式招待されるなど、国際的に高い評価を受けた。それに先だち2007年東京・ポレポレ東中野での3週間上映はレイトショーとしては異例の72%の稼働率を記録、1500人を超える観客を集めた。
また自らが主演する第2作『夏の家族』（2010年ロッテルダム国際映画祭、ブエノスアイレス・インディペンデント国際映画祭、2011年ヨーテボリ（スウェーデン）国際映画祭招待作品）は2010年東京渋谷アップリンクXで公開、第三作『うらぎりひめ』は2013年3月東京明大前キッドアイラックアートホールでプレ上映、秋にはアップリンクで公開。
第四作『シャルロット すさび』は2017年に完成、2018-19年にかけて東京・新宿K's cinema、大阪・九条シネ・ヌーヴォ/シネ・ヌーヴォX、東京・シネマハウス大塚で上映された。現在第5作「ニオンのオルゴール」製作中。同時に2011年制作の「うらぎりひめ」の過去編(撮影監督たむらまさき)を再撮影含め再編集した中篇『うらぎりひめーひこばえ編』を2020年に完成。
主要著作は、第一舞踏論集「装束は水」(1994 白踏館刊)、第二舞踏論集「虚無の強度」(2002 白踏館刊/和英バイリンガル)、エッセー「ニオンのオルゴール」(2007 燦葉出版)他、共著多数。なおフランスで初めて発刊された監修オデット・アスラン他による 400ページの大著「舞踏」(2002/CNRS)でも紹介されている。
2020年11月11日、ノルマンディーの自宅で死去。

## 出演作品

### 吹き替え
- パットン大戦車軍団 ※日本テレビ新録版
- ワンダーウーマン（ピーター）

### 特撮
- イナズマン（カゲバンバラの声、タケバンバラの声、ウデスパーの声）
  - 飛び出す立体映画 イナズマン（ミサイルデスパーの声）
- イナズマンF（ウデスパーの声、ウデスパーβの声、サデスパーの声、勝の父※顔出し）
- キカイダー01（マッドピッグ104の声、サタンの声）
- 正義のシンボル コンドールマン（ドラゴンコンドルの声）
- 秘密戦隊ゴレンジャー（虹仮面の声、砲丸仮面の声、扉仮面の声、鉄カン仮面の声）

### TVドラマ
- 闘え!ドラゴン（影いたち）※顔出し

## 監督作品
- 朱霊たち 2006年 - 104分／全編モノクロによる長編舞踏劇映画。ポルトベロ英国映画祭でグランプリ受賞。
- 夏の家族 2010年 - モノクロ 79分／第39回ロッテルダム国際映画祭、第12回ブエノスアイレス・インディペンデント国際映画祭招待作品。
- うらぎりひめ 2012年 - カラー91分
- シャルロット　すさび _ 2017年／モノクロ＋パートカラー　175分
- うらぎりひめーひこばえ編ー2020年／カラー 56分